# David Trezeguet
David Sergio Trezeguet (15 tháng 10 năm 1977 tại Rouen, Pháp) là một cựu tiền đạo bóng đá người Pháp. Anh là con trai của Jorge Trezeguet, một cầu thủ bóng đá người Argentina gốc Pháp. Anh thường được biết đến với tên là Trezegol.
Là mẫu tiền đạo theo kiểu cổ điển, Trezeguet thường đặc biệt nguy hiểm trong khu vực cấm địa. Bất chấp việc không sở hữu nền tảng thể hình quá to lớn cũng như tốc độ thuộc vào loại "kiệt xuất", thế nhưng chân sút người Pháp luôn tỏ ra hết sức nhạy bén trong khả năng lựa chọn vị trí để thực hiện các tình huống dứt điểm cuối cùng. Trong suốt quãng thời gian đỉnh cao sự nghiệp của mình, Trezeguet chính là một sát thủ đích thực, một kẻ có thể biến những pha bóng hết sức "bình thường" trở thành bàn thắng. Không cần phải rườm rà hay màu mè, tiền đạo gốc Argentina luôn đề cao tính đơn giản và sự hiệu quả lên hàng đầu. Đôi khi, chỉ cần bằng một cú chạm bóng thôi, từ bất kỳ bộ phận nào trên cơ thể, chân trái, chân phải, đầu, đùi, đầu gối hay gót chân... Trezeguet cũng có thể ghi bàn.

## Đội tuyển quốc gia
Trezeguet đã đoạt cup vô địch bóng đá thế giới năm 1998 với đội tuyển Pháp và ở EURO 2000 chính anh đã ghi bàn thắng vàng trong trận chung kết gặp Ý để đem về chiếc cup vô địch châu Âu lần thứ 2 cho đội tuyển Pháp. Anh cũng tham gia World Cup 2002 và Euro 2004, và World cup U20 năm 1997. Năm 2004 anh được bầu chọn vào danh sách FIFA 100.
Ở trận chung kết World cup 2006, anh được huấn luyện viên Raymond Domenech gọi lên đá loạt penalty thứ 2, nhưng anh đã trở thành tội đồ sau khi sút bóng trúng xà ngang, qua đó đá bay đi cơ hội vô địch World cup lần thứ 2 trong lịch sử của Những chú gà trống Gaulois
Tính đến 13 tháng 10 năm 2007 anh đã có 70 lần khoác áo đội tuyển Pháp và ghi được 34 bàn thắng.
Thời gian vừa qua anh đã tham gia tập luyện cùng đội tuyển quốc gia để chuẩn bị cho Euro 2008. Tuy đang có phong độ khá tốt nhưng cuối cùng anh vẫn bị huấn luyện viên Raymond Domenech gạch tên khỏi danh sách cuối cùng bởi hiện tại Pháp đang có nhiều tiền đạo trẻ tài năng như Karim Benzema, Gomis...

## Đời sống riêng
Trezeguet và Thierry Henry, cầu thủ từng chơi cho FC Barcelona, là bạn thân, tình bạn của họ bắt đầu khi cả hai cùng chơi bóng cho AS Monaco. Trong một cuộc phỏng vấn David đã tuyên bố rằng Henry như là một người anh cả khi họ chơi cùng đội với nhau.
David và Béatrice, vợ của anh, đã có hai người con: Aaron sinh 18 tháng 5 năm 2000 và Noraan sinh 28 tháng 5 năm 2008.

## Thống kê
Tính đến 9 tháng 12 năm 2014.
| Câu lạc bộ          | Câu lạc bộ          | Câu lạc bộ          | Giải đấu                   | Giải đấu                   | Cúp quốc gia    | Cúp quốc gia    | Châu lục | Châu lục | Tổng cộng | Tổng cộng |
| Mùa giải            | Câu lạc bộ          | Giải đấu            | Trận                       | Bàn                        | Trận            | Bàn             | Trận     | Bàn      | Trận      | Bàn       |
| Argentina           | Argentina           | Argentina           | Argentine Primera División | Argentine Primera División | Copa Argentina  | Copa Argentina  | Nam Mỹ   | Nam Mỹ   | Tổng cộng | Tổng cộng |
| ------------------- | ------------------- | ------------------- | -------------------------- | -------------------------- | --------------- | --------------- | -------- | -------- | --------- | --------- |
| 1993–94             | Platense            | Primera División    | 3                          | 0                          | —               | —               | —        | —        | 3         | 0         |
| 1994–95             | Platense            | Primera División    | 2                          | 0                          | —               | —               | —        | —        | 2         | 0         |
| Pháp                | Pháp                | Pháp                | Ligue 1                    | Ligue 1                    | Coupe de France | Coupe de France | Châu Âu  | Châu Âu  | Tổng cộng | Tổng cộng |
| 1995–96             | Monaco              | Division 1          | 4                          | 0                          | 1               | 0               | —        | —        | 5         | 0         |
| 1996–97             | Monaco              | Division 1          | 5                          | 0                          | 0               | 0               | —        | —        | 5         | 0         |
| 1997–98             | Monaco              | Division 1          | 27                         | 18                         | 5               | 2               | 9        | 4        | 41        | 24        |
| 1998–99             | Monaco              | Division 1          | 27                         | 12                         | 3               | 0               | 5        | 2        | 35        | 14        |
| 1999–2000           | Monaco              | Division 1          | 30                         | 22                         | 2               | 0               | 6        | 2        | 38        | 24        |
| Ý                   | Ý                   | Ý                   | Serie A                    | Serie A                    | Coppa Italia    | Coppa Italia    | Châu Âu  | Châu Âu  | Tổng cộng | Tổng cộng |
| 2000–01             | Juventus            | Serie A             | 25                         | 14                         | 2               | 0               | 5        | 1        | 32        | 15        |
| 2001–02             | Juventus            | Serie A             | 34                         | 24                         | 2               | 0               | 10       | 8        | 46        | 32        |
| 2002–03             | Juventus            | Serie A             | 17                         | 9                          | 1               | 0               | 10       | 4        | 28        | 13        |
| 2003–04             | Juventus            | Serie A             | 25                         | 16                         | 4               | 2               | 5        | 4        | 34        | 22        |
| 2004–05             | Juventus            | Serie A             | 18                         | 9                          | 1               | 1               | 5        | 4        | 24        | 14        |
| 2005–06             | Juventus            | Serie A             | 32                         | 23                         | 1               | 0               | 9        | 6        | 42        | 29        |
| 2006–07             | Juventus            | Serie B             | 31                         | 15                         | 1               | 0               | —        | —        | 32        | 15        |
| 2007–08             | Juventus            | Serie A             | 36                         | 20                         | 3               | 0               | —        | —        | 39        | 20        |
| 2008–09             | Juventus            | Serie A             | 8                          | 1                          | 1               | 0               | 4        | 0        | 12        | 1         |
| 2009–10             | Juventus            | Serie A             | 19                         | 7                          | 0               | 0               | 8        | 3        | 27        | 10        |
| 2010–11             | Juventus            | Serie A             | 0                          | 0                          | 0               | 0               | 1        | 0        | 1         | 0         |
| Tây Ban Nha         | Tây Ban Nha         | Tây Ban Nha         | La Liga                    | La Liga                    | Copa del Rey    | Copa del Rey    | Châu Âu  | Châu Âu  | Tổng cộng | Tổng cộng |
| 2010–111            | Hércules            | La Liga             | 31                         | 12                         | 0               | 0               | —        | —        | 31        | 12        |
| UAE                 | UAE                 | UAE                 | UAE Pro-League             | UAE Pro-League             | President's Cup | President's Cup | Châu Á   | Châu Á   | Tổng cộng | Tổng cộng |
| 2011–12             | Baniyas             | Pro-League          | 3                          | 0                          | 0               | 0               | —        | —        | 3         | 0         |
| Argentina           | Argentina           | Argentina           | Argentine Primera División | Argentine Primera División | Copa Argentina  | Copa Argentina  | Nam Mỹ   | Nam Mỹ   | Tổng cộng | Tổng cộng |
| 2011–12             | River Plate         | Primera B Nacional  | 19                         | 13                         | 2               | 1               | —        | —        | 21        | 14        |
| 2012–13             | River Plate         | Primera División    | 16                         | 3                          | 0               | 0               | —        | —        | 16        | 3         |
| 2013–14             | Newell's Old Boys   | Primera División    | 24                         | 7                          | 0               | 0               | 6        | 2        | 30        | 9         |
| Ấn Độ               | Ấn Độ               | Ấn Độ               | Super League               | Super League               | —               | —               | —        | —        | Tổng cộng | Tổng cộng |
| 2014                | Pune City           | Indian Super League | 9                          | 2                          | —               | —               | —        | —        | 9         | 2         |
| Tổng cộng           | Argentina           | Argentina           | 64                         | 23                         | 2               | 1               | 6        | 2        | 72        | 26        |
| Tổng cộng           | Pháp                | Pháp                | 93                         | 52                         | 11              | 2               | 20       | 8        | 124       | 62        |
| Tổng cộng           | Ý                   | Ý                   | 245                        | 138                        | 16              | 3               | 57       | 30       | 318       | 171       |
| Tổng cộng           | Tây Ban Nha         | Tây Ban Nha         | 31                         | 12                         | 0               | 0               | 0        | 0        | 31        | 12        |
| Tổng cộng           | UAE                 | UAE                 | 3                          | 0                          | 0               | 0               | —        | —        | 3         | 0         |
| Tổng cộng           | Ấn Độ               | Ấn Độ               | 9                          | 2                          | —               | —               | —        | —        | 9         | 2         |
| Tổng cộng sự nghiệp | Tổng cộng sự nghiệp | Tổng cộng sự nghiệp | 445                        | 227                        | 29              | 6               | 82       | 40       | 557       | 273       |

| #  | Ngày                 | Địa điểm                                              | Đối thủ        | Bàn thắng | Kết quả | Giải đấu                 |
| -- | -------------------- | ----------------------------------------------------- | -------------- | --------- | ------- | ------------------------ |
| 1  | 5 tháng 6 năm 1998   | Sân vận động Olympic Helsinki, Helsinki, Phần Lan     | Phần Lan       | 1–0       | 1–0     | Giao hữu                 |
| 2  | 18 tháng 6 năm 1998  | Stade de France, Saint-Denis, Pháp                    | Ả Rập Xê Út    | 2–0       | 4–0     | World Cup 1998           |
| 3  | 9 tháng 10 năm 1999  | Stade de France, Saint-Denis, Pháp                    | Iceland        | 3–2       | 3–2     | Vòng loại Euro 2000      |
| 4  | 26 tháng 4 năm 2000  | Stade de France, Saint-Denis, Pháp                    | Slovenia       | 1–2       | 3–2     | Giao hữu                 |
| 5  | 26 tháng 4 năm 2000  | Stade de France, Saint-Denis, Pháp                    | Slovenia       | 3–2       | 3–2     | Giao hữu                 |
| 6  | 28 tháng 5 năm 2000  | Sân vận động Maksimir, Zagreb, Croatia                | Croatia        | 2–0       | 2–0     | Giao hữu                 |
| 7  | 21 tháng 6 năm 2000  | Amsterdam Arena, Amsterdam, Hà Lan                    | Hà Lan         | 2–1       | 2–3     | Euro 2000                |
| 8  | 2 tháng 7 năm 2000   | De Kuip, Rotterdam, Hà Lan                            | Ý              | 2–1       | 2–1     | Euro 2000                |
| 9  | 16 tháng 8 năm 2000  | Sân vận động Vélodrome, Marseille, Pháp               | FIFA XI        | 1–0       | 5–1     | Giao hữu                 |
| 10 | 16 tháng 8 năm 2000  | Sân vận động Vélodrome, Marseille, Pháp               | FIFA XI        | 2–0       | 5–1     | Giao hữu                 |
| 11 | 16 tháng 8 năm 2000  | Sân vận động Vélodrome, Marseille, Pháp               | FIFA XI        | 3–0       | 5–1     | Giao hữu                 |
| 12 | 15 tháng 11 năm 2000 | Sân vận động BJK İnönü, Istanbul, Thổ Nhĩ Kỳ          | Thổ Nhĩ Kỳ     | 1–0       | 4–0     | Giao hữu                 |
| 13 | 24 tháng 3 năm 2001  | Stade de France, Saint-Denis, Pháp                    | Nhật Bản       | 4–0       | 5–0     | Giao hữu                 |
| 14 | 24 tháng 3 năm 2001  | Stade de France, Saint-Denis, Pháp                    | Nhật Bản       | 5–0       | 5–0     | Giao hữu                 |
| 15 | 28 tháng 3 năm 2001  | Sân vận động Mestalla, Valencia, Tây Ban Nha          | Tây Ban Nha    | 1–2       | 1–2     | Giao hữu                 |
| 16 | 1 tháng 9 năm 2001   | Sân vận động Quốc gia, Santiago, Chile                | Chile          | 1–2       | 1–2     | Giao hữu                 |
| 17 | 11 tháng 11 năm 2001 | Melbourne Cricket Ground, Melbourne, Úc               | Úc             | 1–1       | 1–1     | Giao hữu                 |
| 18 | 27 tháng 3 năm 2002  | Stade de France, Saint-Denis, Pháp                    | Scotland       | 2–0       | 5–0     | Giao hữu                 |
| 19 | 27 tháng 3 năm 2002  | Stade de France, Saint-Denis, Pháp                    | Scotland       | 4–0       | 5–0     | Giao hữu                 |
| 20 | 26 tháng 5 năm 2002  | Sân vận động World Cup Suwon, Suwon, Hàn Quốc         | Hàn Quốc       | 1–0       | 3–2     | Giao hữu                 |
| 21 | 29 tháng 3 năm 2003  | Sân vận động Félix-Bollaert, Lens, Pháp               | Malta          | 5–0       | 6–0     | Vòng loại Euro 2004      |
| 22 | 2 tháng 4 năm 2003   | Sân vận động Renzo Barbera, Palermo, Ý                | Israel         | 1–1       | 2–1     | Vòng loại Euro 2004      |
| 23 | 6 tháng 9 năm 2003   | Stade de France, Saint-Denis, Pháp                    | Síp            | 1–0       | 5–0     | Vòng loại Euro 2004      |
| 24 | 6 tháng 9 năm 2003   | Stade de France, Saint-Denis, Pháp                    | Síp            | 5–0       | 5–0     | Vòng loại Euro 2004      |
| 25 | 10 tháng 9 năm 2003  | Sân vận động Bežigrad, Ljubljana, Slovenia            | Slovenia       | 1–0       | 2–0     | Vòng loại Euro 2004      |
| 26 | 11 tháng 10 năm 2003 | Stade de France, Saint-Denis, Pháp                    | Israel         | 2–0       | 3–0     | Vòng loại Euro 2004      |
| 27 | 15 tháng 11 năm 2003 | Arena AufSchalke, Gelsenkirchen, Đức                  | Đức            | 2–0       | 3–0     | Giao hữu                 |
| 28 | 15 tháng 11 năm 2003 | Arena AufSchalke, Gelsenkirchen, Đức                  | Đức            | 3–0       | 3–0     | Giao hữu                 |
| 29 | 17 tháng 6 năm 2004  | Sân vận động Dr. Magalhães Pessoa, Leiria, Bồ Đào Nha | Croatia        | 2–2       | 2–2     | Euro 2004                |
| 30 | 9 tháng 2 năm 2005   | Stade de France, Saint-Denis, Pháp                    | Thụy Điển      | 1–1       | 1–1     | Giao hữu                 |
| 31 | 30 tháng 3 năm 2005  | Sân vận động Ramat Gan, Ramat Gan, Israel             | Israel         | 1–0       | 1–1     | Vòng loại World Cup 2006 |
| 32 | 7 tháng 6 năm 2006   | Sân vận động Geoffroy-Guichard, Saint-Étienne, Pháp   | Trung Quốc     | 1–0       | 3–1     | Giao hữu                 |
| 33 | 11 tháng 10 năm 2006 | Sân vận động Auguste Bonal, Montbéliard, Pháp         | Quần đảo Faroe | 4–0       | 5–0     | Vòng loại Euro 2008      |
| 34 | 11 tháng 10 năm 2006 | Sân vận động Auguste Bonal, Montbéliard, Pháp         | Quần đảo Faroe | 5–0       | 5–0     | Vòng loại Euro 2008      |

## Danh hiệu
AS Monaco
- Division 1: 1996–97, 1999–2000
- Trophée des Champions: 1997

Juventus
- Serie A: 2001–02, 2002–03
- Supercoppa Italiana: 2003
- Serie B: 2006–07

River Plate
- Primera B Nacional: 2011–12

Đội tuyển Pháp
- FIFA World Cup: 1998
- UEFA European Championship: 2000